# Maerua oblongifolia
Espèce
Maerua oblongifolia (syn. Maerua arenaria, Niebhuria arenaria) est un sous-arbrisseau boisé bas buissonnant parfois grimpant jusqu'à 2–3 mètres de haut, avec des racines et des feuilles épaisses, et des fleurs fortement parfumées, présent en Inde, au Pakistan, en Afrique et Arabie saoudite. En telugu, cette plante est connue sous le nom de Bhoochakra gadda (au Telangana) et également sous le nom de Bhoochakra dumpa (en Andhra Pradesh). En tamoul (Inde, TN), cette plante s'appelle Poomicchakkarai Kizhangu (பூமிச் சர்க்கரைக் கிழங்கு). Il s'agit d'un tubercule qui pousse naturellement dans les zones proches des fontaines, notamment dans les collines. Les tribus locales et d'autres collectent les tubercules, qui sont ensuite vendus dans de nombreuses villes indiennes comme snack.

## Utilisation
La racine de la plante ressemble à la réglisse en apparence et en goût et possède des propriétés toniques et médicinales. La racine de cette plante, au goût de pulpe de noix de coco, est comestible et se mange avec du sucre. Le tubercule est médicinal et est utilisé dans la médecine traditionnelle indienne telle que la médecine Siddha, et est également consommé cru pour étancher la soif. La plante est également utilisée pour le traitement des morsures de serpent et des piqûres de scorpion.